# Velika Dolina
Velika Dolina – wieś w Słowenii, w gminie Brežice. W 2018 roku liczyła 136 mieszkańców.